# Giovanni di Giovanni
Giovanni di Giovanni (vers 1350 ; 7 mai 1365) fut l'une des plus jeunes victimes de la campagne contre la sodomie menée à Florence au XIVe siècle. L'accusation est intervenue dans la foulée de la peste noire, l'épidémie de peste bubonique qui avait ravagé la ville deux ans plus tôt. Certaines des personnes les plus influentes de l'establishment religieux reprochaient aux sodomites d'avoir attiré la colère de Dieu sur la tête de la population. Le « remède » qu'ils ont promu était de purifier la ville du mal au moyen du feu, entraînant des brûlures sur le bûcher et d'autres punitions (fer rouge) comme celle subie par Giovanni di Giovanni.
Di Giovanni a été qualifié de « sodomite passif public et notoire » et reconnu coupable par le tribunal du Podestat d'être le partenaire passif d'un certain nombre d'hommes différents. Sa punition était d'être exhibé sur le dos d'un âne, puis d'être châtré publiquement. Enfin, il devait se faire brûler l'anus avec un fer rouge (ou, comme le disait la phrase : « [puni] dans la partie du corps où il s'est fait connaître dans la pratique sodomique ») ; il est présumé qu'il n'a pas survécu au châtiment,.